# Rhipidomys latimanus
Rhipidomys latimanus е вид бозайник от семейство Хомякови (Cricetidae).

## Разпространение
Видът е разпространен в Еквадор, Колумбия, Панама и Перу.